# Antonio Campos (filmrendező)
Antonio Campos (New York, 1983. augusztus 24. –) amerikai filmrendező, forgatókönyvíró és producer.
Rendezései közé tartozik az Afterschool (2008), Az igazi Simon (2012), a Christine (2016) és a Mindig az ördöggel (2020). Az ő nevéhez fűződik Az utolsó lépcsőfok (2022) című életrajzi drámasorozat megalkotása is.

## Élete és pályafutása
New Yorkban született és nőtt fel, Lucas Mendes brazil politikai újságíró és Rose Ganguzza amerikai filmproducer gyermekeként. Olasz és brazil felmenőkkel rendelkezik.

## Filmográfia

### Film
| Év   | Magyar cím         | Eredeti cím              | Feladatkör | Feladatkör | Feladatkör | Megjegyzések |
| Év   | Magyar cím         | Eredeti cím              | Rendező    | Író        | Producer   | Megjegyzések |
| ---- | ------------------ | ------------------------ | ---------- | ---------- | ---------- | ------------ |
| 2005 |                    | Buy It Now               | Igen       | Igen       | Igen       | vágó         |
| 2008 |                    | Afterschool              | Igen       | Igen       | Igen       | vágó         |
| 2010 |                    | Two Gates of Sleep       | Nem        | Nem        | Vezető     |              |
| 2011 |                    | Martha Marcy May Marlene | Nem        | Nem        | Igen       |              |
| 2012 | Az igazi Simon     | Simon Killer             | Igen       | Igen       | Nem        |              |
| 2015 |                    | James White              | Nem        | Nem        | Igen       |              |
| 2016 |                    | Christine                | Igen       | Nem        | Nem        |              |
| 2016 | Anyám szeme        | The Eyes of My Mother    | Nem        | Nem        | Vezető     |              |
| 2016 | Katie búcsút int   | Katie Says Goodbye       | Nem        | Nem        | Vezető     |              |
| 2018 |                    | Piercing                 | Nem        | Nem        | Igen       |              |
| 2020 | Mindig az ördöggel | The Devil All the Time   | Igen       | Igen       | Nem        |              |

Rövidfilmek
| Év   | Eredeti cím    | Feladatkör | Feladatkör | Feladatkör | Megjegyzések                |
| Év   | Eredeti cím    | Rendező    | Író        | Producer   | Megjegyzések                |
| ---- | -------------- | ---------- | ---------- | ---------- | --------------------------- |
| 2002 | Pandora        | Igen       | Igen       | Igen       | színész (infomercial fickó) |
| 2006 | Doris          | Nem        | Nem        | Igen       |                             |
| 2007 | The Last 15    | Igen       | Igen       | Igen       | vágó                        |
| 2010 | Mary Last Seen | Nem        | Nem        | Igen       |                             |
| 2010 | Kids in Love   | Nem        | Nem        | Igen       |                             |
| 2013 | Karaoke!       | Nem        | Nem        | Igen       | színész (Simon K.)          |
| 2013 | 1009           | Nem        | Nem        | Igen       |                             |
| 2014 | Tzniut         | Nem        | Nem        | Vezető     |                             |

### Televízió
| Év        | Magyar cím          | Eredeti cím   | Feladatkör | Feladatkör | Feladatkör      | Megjegyzések                       |
| Év        | Magyar cím          | Eredeti cím   | Rendező    | Író        | Vezető producer | Megjegyzések                       |
| --------- | ------------------- | ------------- | ---------- | ---------- | --------------- | ---------------------------------- |
| 2017      | A Megtorló          | The Punisher  | Igen       | Nem        | Nem             | 1 epizód (Hideg acél)              |
| 2017–2018 | A tettes            | The Sinner    | Igen       | Nem        | Igen            | 5 epizód                           |
| 2020      | Otthon készült      | Homemade      | Igen       | Igen       | Nem             | 1 epizód                           |
| 2022      | Az utolsó lépcsőfok | The Staircase | Igen       | Igen       | Igen            | minisorozat megalkotója (8 epizód) |

## Fordítás
- Ez a szócikk részben vagy egészben  az   Antonio Campos (director) című angol Wikipédia-szócikk ezen változatának fordításán alapul.  Az eredeti cikk szerkesztőit annak laptörténete sorolja fel. Ez a jelzés csupán a megfogalmazás eredetét és a szerzői jogokat jelzi, nem szolgál a cikkben szereplő információk forrásmegjelöléseként.